# George Crabbe
George Crabbe (24. prosince 1754, Aldeburgh, Suffolk – 3. února 1832, Trowbridge) byl anglický klasicistní básník, entomolog a anglikánský kněz.
Jeho otec byl výběrčí daní v Suffolku, v roce 1771 se přestěhoval do Woodbridge, kde se seznámil se svou budoucí manželkou Sarah Elmyovou, s níž se oženil v roce 1783, a která ho velmi podporovala v psaní poesie. Svoji první významnější báseň, Inebriety (Opilství, 1775) vydal vlastním nákladem. Studoval medicínu, pocítil však náboženské prozření a stal se anglikánským knězem. V roce 1814 se stal farářem v Trowbridge ve Wiltshire, kde zůstal po zbytek života.
K jeho nejvýznamnějším dílům patří rozsáhlé deskriptivní básně Vesnice (Village, 1783), Farská matrika (Parish Register, 1807) Městečko (Borough, 1810), popisující značně kritickým tónem, protikladným tehdy obvyklému idylickému stylu, způsob života chudých lidí. Ve své době patřil k nejuznávanějším anglickým literátům, přátelil se s Williamem Wordsworthem, sirem Walterem Scottem a dalšími, jeho velký obdivovatel Byron o něm napsal, že je „nejpřísnějším, ale nejlepším zobrazovatelem přírody“. Jaroslav Vrchlický přeložil ve své antologii Moderní básníci angličtí tři Crabbeho kratší mystické básně – Božství, Noc a Srovnání. Věnoval se také sbírání hmyzu a psal entomologické práce.